# Cleehill
Cleehill är en by i Shropshire distrikt i Shropshire grevskap i England. Byn är belägen 38 km 
från Shrewsbury. Orten har 915 invånare (2016).